# میاب (مرند)
میاب یکی از روستاهای آذربایجان شرقی است که در دهستان هرزندات شرقی بخش مرکزی شهرستان مرند واقع شده است.

### مشخصات جغرافیایی روستای میاب
| طول             | عرض             |
| ۴۵• 48' 6.547'' | ۳۸• 42' 4.156'' |
| ارتفاع (متر)    | ۲۰۶۳            |

طبق نتایج آماری سرشماری سال ۱۳۸۵ مرکز آمار ایران، در این روستا ۲۲۷ خانوار زندگی می‌کنند و جمعیت آن ۶۲۴ نفر متشکل از ۲۷۲ مرد و ۳۵۲ زن می‌باشد. زبان مردمان محلی میاب ترکی می‌باشد.
میاب دارای آب و هوایی سرد و کوهستانی است و در فاصله حدود ۴۱ کیلومتری شهرستان مرند واقع شده است.

## مختصات جغرافیایی کوه‌های اطراف روستای میاب
۱ – قانلی داغ : (QANLIDAGH) :این کوه با ارتفاع۳۲۷۸ متر در محدودهٔ شهرستان مرند، (شهرزنوز)، بخش مرکزی، دهستان هرزنداتشرقی، ودر۳۰کیلومتری شمال مرکز شهرستان مرندودرشمالغربی روستای میاب واقع شده است.
جهت کوه، جنوب شرقی-شمالغربی بوده ومختصات جغرافیایی قله آن بطولً ۴۷ َ۴۵درجه وبعرض ۴۳َ ۳۸درجه می‌باشد. ورودخانه زاینچه ازاین کوه سرچشمه میگیردوراه آهن جلفا -تبریزازفاصلهٔ ۷کیلومتری غرب این کوه می‌گذرد.
۲ – قلینچ داغی: (QALINCH): این کوه با ارتففاع۳۲۰۱ متر درمحدودهٔ شهرستان مرند، (شهرزنوز)، بخش مرکزی، دهستان هرزندات شرقی، ودر ۳۷کیلومتری شمال مرکزشهرستان مرند وشمال روستای میاب واقع شده است. جهت کوه، شمالشرقی۰جنوب غربی بوده وختصات جغرافیایی قلهٔ آن بطولً ۴۷ َ۴۵درجه وبه عرضً ۴۴ َ۳۸درجه می‌باشد. وراه آهن جلفا-تبریز از فاصله ۱۵کیلومتری غرب این کوه می‌گذرد.
۳ – کم کی داغ-کیامکی :(KAM KEY DAGH) :–این کوه با ارتفاع ۳۴۱۴متر در محدودهٔ شهرستان مرند، (شهر زنوز) بخش جلفا، دهستان داران، ودر ۴۰کیلومتری شمالشرقی مرکز شهرستان مرند و روستای میاب واقع شده است. جهت کوه، شمالشرقی- جنوب غربی بوده ومختصات جغرافیایی قله آن بطولً ۵۱ ۴۵َدرجه وعرضً ۴۷ َ۳۸درجه می‌باشد.
راه‌آهن مرند جلفا از فاصلهٔ ۲۵کیلومتری غرب این کوه می‌گذرد وبخش اصلی این کوه در بخش مرکزی دهستان هرزندات شرقی ونزدیکی روستای میاب وییلاق قرچی قرار گرفته است.
۴ – بوغدا داغ :اوچ قارداش:(BUQDA DAIGH): – این کوه با ارتفاع ۲۳۵۲ متر درمحدودهٔ شهرستان مرند، (شهرزنوز) بخش مرکزی دهستان هرزندات شرقی وجنوب روستای میاب ومیزاب ودر۲۵کیلومتری شمال مرکزشهرستان مرند واقع شده است. جهت کوه شمالشرقی-جنوب غربی بوده ومختصات جغرافیایی قلهٔ آن بطولً ۴۸ َ ۴۵درجه وبعرضً ۴۰ َ۳۸ درجه می‌باشد
کوه در شمال غربی آبادی زمهریر واقع شده است ولازم به توضیح است چون ازطرف میاب بصورت سه قلهٔ بههم چسبیده دیده می‌شود به کوه اوش قارداش معروف است.
۵ - کوه ماماسلی : (مَمَسَّلاح به گویش میاب) :(MAMASLI) ==>>مکان آس مادر، مکان وسیع وپهن
الف-ماماسMAMAS:مادرسرزمین آس ب-ماماMAMA:مادر پ-آسAS:نام قوم وسرزمین ت-لیLI:پسوندنسبت ث-ماسMAS:پهن، گسترده، وسیع
کوه ماماسلی یکی از قله‌های بلند کمچی است، که در سمت جنوب شرقی کمچی قرارگرفته است. آبادی‌های خانه سرودارانداش درسمت جنوبی ماماسلی ویایلاق قرچی نیز در سمتجنوب غربی آن واقع شده است.
جهت صعود به قلهٔ ماماسلیداغی منطقهٔ قرچی مناسبترین است. اما، ازآبادیهای خنه سر ودارانداش نیزمیتوان باصرف زمان زیادتری به بلندیهای آن دست یافت اتومبیل ازشهرمرندتا آبادی مییاب رامیتواندیک ساعت بپیماید. از آنجانیزبه خنه سربیش ازنیم ساعت راه اتومبیل رو است. مسیرمییاب-قره چی واز آنجاهم به بالای کوه بیش از۶ساعت زمان می‌برد. این زمان شامل مسیرخنه سر به ماماسلی نیزمیگردد وخاتین چشمه سی در ضلع غربی این کوه واقع شده است.[کتاب کوه‌های آذربایجان صفحه ۴۳۹-۴۳۸ نوشته صمدچایلی]
منابع :کتاب فرهنگ جفرافیایی کوه‌های کشور جلداول چاپ دوم۱۳۸۱ قسمت آذربایجانشرقی

## مشاهیر روستای میاب
- صمد صباحی فرزند مشهدی یونس صمد صباحی متولد ۱۲۹۳ آذربایجان (شوروی سابق)، وی فارغ‌التحصیل هنرستان نقاشی باکو بود. فعالیت هنری را با بازی در تئاتر از سال ۱۳۰۵ آغاز کرد. در سال ۱۳۱۱ به تبریز مهاجرت کرد و سپس به تهران آمد. در سال ۱۳۱۸ از هنرستان هنرپیشگی تهران فارغ‌التحصیل شد. فعالیت هنری اش را در ایران از سال ۱۳۲۴ به عنوان کارگردان بازیگر و نویسندهٔ نمایش «ریش‌تراش سویل» ادامه داد. از سال ۱۳۳۲ با فیلم «مشهدی عباد» به عنوان نویسنده (بر اساس نمایشنامه‌ای از عزیز حاجی بگف) و کارگردان وارد فعالیت‌های سینمایی شد. در سال ۱۳۵۶ در تهران درگذشت ودر قطعه ۱۲ بهشت زهرای تهران بخاک سپرده شد
- گنجعلی صباحی یکی از بزرگ‌ترین مردان ادبیات نثر ترکی آذری می‌باشند، استاد در دوم بهمن ۱۲۸۵ در روستای میاب از توابع شهرستان مرند پا به عرصه جهان گشود. ایشان برای زنده نگه داشتن زبان و ادبیات آذربایجان سر از پا نمی‌شناختند و همیشه در پی ارتقای فرهنگ آذربایجان بودند و در اواخر دهه چهل و اوایل دهه پنجاه تا انقلاب اسلامی ایران به همراه چند تن از دوستان محفل دوستلار گوروشو را تشکیل می‌دهد که محل تجمع ادبا و شاعران از جمله شهریار بود؛ و شعرها و نوشته‌هایش را در مجله‌های یولداش، وارلیق، اولکلر، اینقلاب یولیندا، یئنی یول چاپ می‌شدند با تخلص گ. دونمز، بعد از شروع دهه شصت نیز در اکثر محافل ادبی و هنری حاضر بودند وآموخته‌های خویش را به جوانان منتقل می‌کردند و بالاخره این چراغ جاویدان ادبیات ایران و آذربایجان در سال ۱۳۶۸ چشم از جهان فروبست ودرقطعه ۱۱۱ بهشت زهرای تهران بخاک سپرده شد و به ابدیت شتافت.[۱]
- اسماعیل میابی ازمجاهدین مشروطیت ازکتاب تاریخ کسروی ----

یکی از این باشندگان ومجاهدان #مشهدی اسماعیل میابی می‌بود که با اند بسیاری از تفنگ و بمب همراه دو تن دیگر به تبریز می‌آمد، و در میان راه با دست کسان شجاع نظام حاکم وقت مرندگرفتار گردید که به مرند برده به زندان انداختند ودرسال۱۲۲۸و پس از دیرزمانی او را با شکنجه کشتند، و بدینسان مرد دلیر جان خود را در راه آزادی از دست داد. از یک سو نیز برخی از بازرگانان قره باغی، با انگیزش ستارخان، به قفقاز رفته و تفنگ بسیار بار کرده با هر دشواری می‌بود به تبریز می‌رسانیدند، و اینان اگرچه جز در پی بازرگانی خودشان نمی‌بودند، چون به کار آزادیخواهان می‌خوردند ستارخان ارجشناسی و پشتیبانی از آنان دریغ نمی‌گفت
مشهدی اسماعیل میابی
ملاعلی_اشرف_فتاحی_میاب
- ملا علی اشرف فتاحی در سال ۱۲۵۶ در روستای میاب شهرستان مرند چشم بجهان گشود از چگونگی و میزان تحصیلات وی هیچ اطلاعی در دست نیست شغل وی مانند سایر هم ولایتیهایش زارع بود. ودارای ۳ فرزند ذکور ۲ فرزند اناث می‌باشد که هر پنج نفر دنیایشان را عوض کرده‌اند مرحوم ملا اشرف انسانی مذهبی بوده بنابه نقل وقول پیشینیان درعاشورا تقش حضرت حر (ع) را اجرا می‌کرده است مرحوم ملاعلی اشرف در۵۷ سالگی در سال۱۳۱۳ از دنیا رفت ودر آرامستان روستای میاب بخاک سپرده شد یکی از فرزندانش بنام آقاعلی اکبر پدر شهیدشمس اله فتاحی می‌باشد بنابه وصیتش وی را در قبر این شیخ بخاک سپرده‌اند یعنی بنابه وصیت پسر وی را در قبر پدر بخاک سپردند روحش شاد ویادش گرامی

ملازینال_روحانی
- ملازینال روحانی فرزند کربلایی حسن از طایفه دونیامالی در قریه میاب از توابع بخش مرکزی مرند و بخش زنوز دهستان هرزندات شرقی در تاریخ ۱۲۴۵ خورشیدی به دنیا آمد ایشان نماز وواجبات دینی را درکودکی از پدر ومادرش یادگرفت در هفت سالگی والدینش وی را جهت آموزش روخوانی قران به مدارس مخصوص آموزش قران فرستاد ایشان اول جز سی قران را با هجی الفبای ابجد یادگرفت و سپس خواندن قران را تمام کرد بعد از فراگیری روخوانی قران پدر ایشان وی را جهت آموزش خواندن ونوشتن مقدمات دروس ابتدایی پیش ملاهای مکتب خانه‌های آنروز سپرد و خواندن و نوشتن و ریاضیات و گلستان وبوستان و حافظ را یادگرفت پدرش بعد از مدتی بخاطر علاقه خانواده به دروس حوزوی و نیاز روستا ایشان را در یکی از مدارس دینی و حوزوی تبریزبنام حجتیه ثبت نام کرد بعد از چندین سال با اتمام درسهای حوزه جهت تبلیغ به روستای میاب بازگشت و همزمان با تبلیغ دینی در مساجد روستا به کشاورزی و دامداری مشغول شد و در حین کار لباس روحانیت را تعویض ومانند مردم عادی بکار زراعت مشغول می‌شدند و تبلیغ ایشان صرفاً برای ثواب اخروی بود و دریافت مزد از طرف اهالی فقط ارزاق بوده است مانند گندم قورمه نان رشته و… بوده است تنها امتیاز با سایرین این بوده که در مراسمات خیر و ختم دعوت می‌شد ایشان بمانند سایر شیخ‌های روستا قباله نویسی و قولنامه نویسی می‌کردند و صیغه محارم عروس و دامادها را جاری می‌کردند ایشان با چندین سال تبلیغ دین در زادگاهش پانزدهم اردیبهشت ماه ۱۳۳۱خورشیدی در زادگاه خود از دنیا میرودودر آرامستان میاب بخاک سپرده شد

```
منبع:روایت شفاهی از طرف نوه ایشان تصویر مزار ایشان در آرامستان روستای میاب مرند
```

- آخوند محمدعلی ذاکری میاب فرزند آخوند ملاعلی در سال ۱۲۸۰ شمسی در روستای میاب آذربایجان شرقی شهرستان مرند چشم بجهان گشود کودکی را همانند سایر اطفال تا سن هفت سالگی در خانه پیش مادر بوده است در این سن نماز خواندن را نزد پدر یادمی‌گیرند و بنابه علاقه ای که خودش داشت پدرش وی را جهت خواندن قران به یکی از مکتبخانه‌های روستا که آنزمان بنام قران ملاسی مشهور بودند سپرد و قران را به سبک ابجد یعنی بدون نوشتن یادگرفت قبل از شروع خواندن قران عم جز قران همان جز سی قران را با استفاده از هجی ابجد یادگرفت پدر ایشان را جهت یادگیری دروس اولیه به مکتبخانه فرستاد ومکتبخانه مدرسه رسمی نبود بلکه بمانند قران آموزان توسط ملاها (روحانیون) تدریس می‌شد و در این مکتبخانه خواندن ونوشتن فارسی و ریاضیات و گلستان وبوسیتان و حافظ را یادمی‌گیرد و بعد از اتمام مکتب خانه بلحاظ علاقه ای که به روحانیت داشت وایشان را جهت ادامه تحصیل به یکی از مدارس علوم حوزوی تبریز فرستاد ودر #مدرسه طالبیه از درس اساتید و مجتهدین وقت تلمذ می‌شد برای بچه‌ها قران یاد می‌دادند و کسانی که علاقه به دروس حوزوی داشتن یاد می‌دادند که یکی از شاگردان وی مرحوم شیخ عباس کمالی بودندکه اخیراً دارفانی را وداع گفته‌اند

مرحوم آخوند حاج محمدعلی ذاکری میاب بعد از چندین سال واعظی در لباس روحانیت برای همشهریانش در ۲۸ دی ماه ۱۳۵۳ برای همیشه از دنیا رفت
نام:#حاج_آخوند_محمد_علی نام خانوادگی:#ذاکری تاریخ تولد: ۱۲۸۰شمشی نام پدر: آخوند ملا علی محل ولادت: میاب تاریخ وفات: ۱۳۵۳شمسی ۲۸/آذر ماه محل مزار:مزارستان میاب مرند
- آیت الله حاج شیخ عباس کمالی میاب متولد ۱۳۱۴ که بیش از ۲۶ سال امام جمعه سراب در آذربایجان شرقی بودند ویکی از افتخارات روستای «میاب» می‌باشند. ایشان تا بهمن ۱۳۹۸ در قم مشغول به تدریس علوم حوزوی بودند در دوم بهمن ۱۳۹۸ بعلت کهولت سنی در بیمارستان قلب تهران به لقا الله پیوست بنابه درخواست وی ودر جوارشهدای قم بخاک سپرده شد
- محمّد قولی میاب فرزند زنده یاد مرحوم قنبر متولّد مرداد ماه ۱۳۳۰ در «روستای میاب»، نویسنده و شاعر و یکی از مؤسسین «انجمن ادبی افق» در سال ۱۳۷۳ می‌باشد. وبا تخلص کوثر شعرمینویسند از ایشان کتاب «اشک معلّم» (مجموعه شعر) در سال ۱۳۷۸ توسط نشر عابد چاپ و نشر گردید.[۱]
- ابوالفضل روزی طلب میاب فرزند زنده یاد محمد در ۱۳ شهریور سال ۱۳۴۲ در روستای میاب از توابع شهرستان مرند متولد شده. از کودکی عاشق شعر و ادبیات و معارف دینی و قرآنی بودنددر رشته دبیرعلوم اجتماعی درمدارس راهنمایی تدریس می‌کردند وبا تخلص #شاهین میاب شعر می‌نویسند ایشان به شهریار شاعر شیرین سخن آذربایجان وفضولی ارادت خاصی دارندودر محافل شعری مرند تبریز وتهران همیشه فعال هستندو هم‌اکنون ساکن شهر مرند هستند

1. علمای روستای میاب

- ملاعزیز
- ملا مراد
- ملا اروج اکبری
- آخوندملا علی ذاکری
- ملامحمدعلی ذاکری
- ملاعباس ذاکری
- ملاعلی وقری
- ملایوسف نوری ثانی
- ملااشرف فتاحی
- ملابخشعلی
- ملازینال روحانی
- شیخ حسن کمالی
- شیخ عباس کمالی
- سیدرسول رضوی نیا
- شیخ علیرضا صادقی
- سید حیاتی میاب

محققین و نویسندگان
- عزیزطوسی
- برادران احدعلمی و اصغرعلمی
- خانم باقری میاب
- علی فلسفی میاب
- علیرضاصادقی میاب
- طالبی میاب
- دشتی میاب

## شهدای میاب

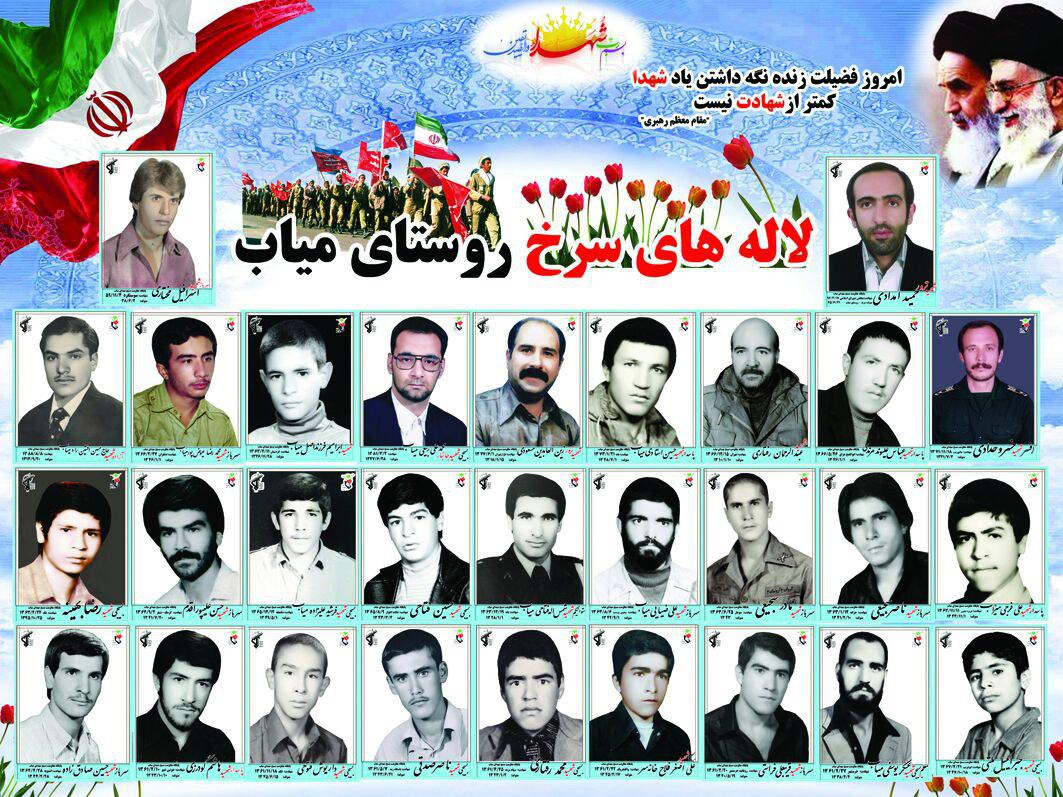